# Usbekische Botschaft in Berlin

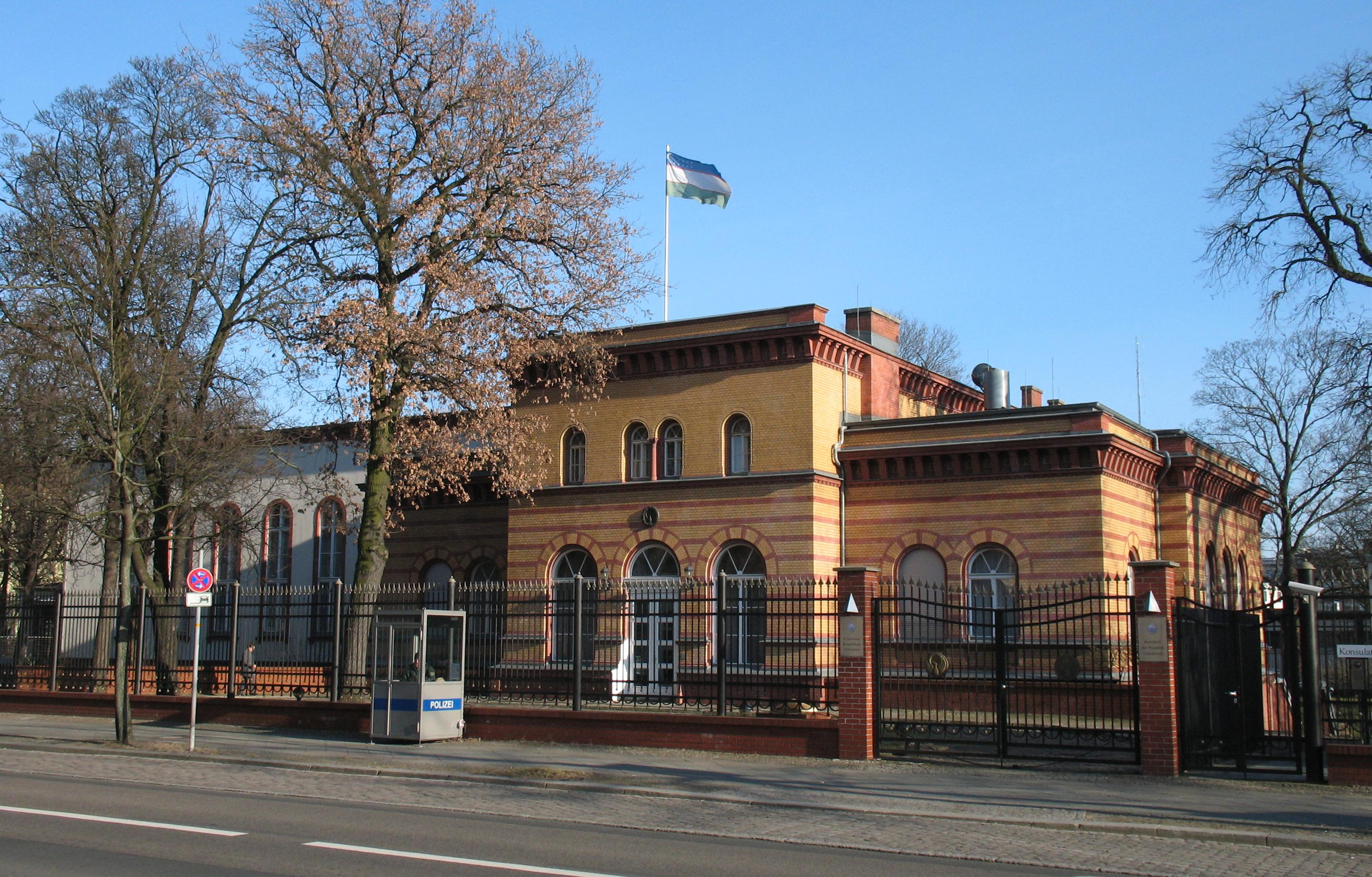
Botschaft in der Perleberger Straße 62

Die usbekische Botschaft in Berlin (offiziell Botschaft der Republik Usbekistan, usbekisch O'zbekiston elchixonasi) ist der Hauptsitz der diplomatischen Vertretung Usbekistans in Deutschland.

## Lage
Das Botschaftsgebäude, das Ballhaus Tiergarten, befindet sich in der Perleberger Straße 62 im Ortsteil Moabit des Bezirks Mitte.
In Frankfurt am Main befindet sich ein von der Konsularabteilung der Botschaft unabhängig organisiertes Generalkonsulat.

## Geschichte
Mit Anerkennung der Unabhängigkeit der Republik Usbekistan am 31. Dezember 1991 durch die Bundesrepublik Deutschland begannen die bilateralen Beziehungen. Am 6. März 1992 nahmen Usbekistan und die Bundesrepublik Deutschland diplomatische Beziehungen auf. Von 1993 bis zum Umzug nach Berlin im Jahr 2000 befand sich die Botschaft in der Deutschherrenstraße 7 im Ortsteil Pennenfeld der ehemaligen Bundeshauptstadt Bonn. Am 3. April 2001 wurde die Botschaft in Berlin während des offiziellen Besuches des Präsidenten der Republik Usbekistan Islom Karimov eröffnet.

## Gebäude
Das Gebäude wurde in den Jahren 1879–1880 im Auftrag des Militärfiskus nach den Entwürfen von Otto Heimerdinger und Oskar Appelius gebaut. Es wurde als Offizierskasino im Zuge des Baus von Kasernen für das 1. bespannte Artilleriegarderegiment errichtet. Inzwischen steht das Gebäude unter Denkmalschutz.

## Botschafter
- ab 27. September 2013: Durbek Amanov.[5]
- ab 27. November 2017: Nabijon Kasimov[6]
- ab 25. Oktober 2023: Dilshod Akhatov[7]